# Фибрилляция желудочков

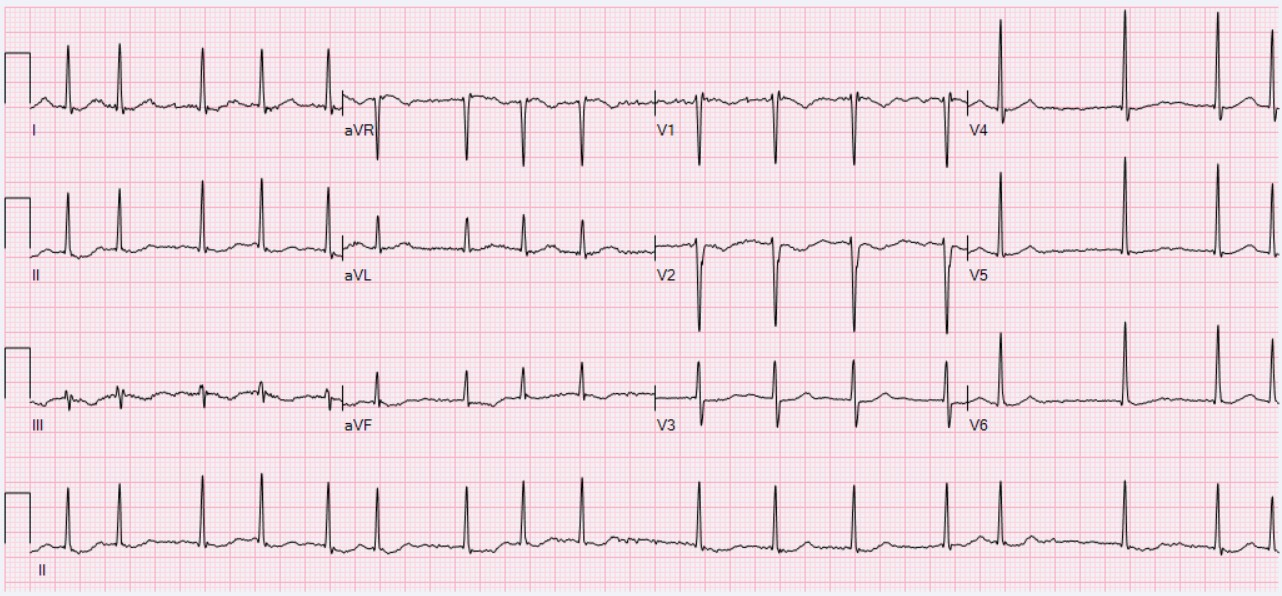
ЭКГ 89-летней женщины с фибрилляцией предсердий и контролируемой реакцией желудочков. Частота сердечных сокращений 98 ударов в минуту, QT / QTc 342/4436 мс

Фибрилляция желудочков (ФЖ) − это опасное для жизни состояние, при котором нарушается нормальный ритм сердца. Оно характеризуется хаотичной и некоординированной электрической активностью желудочков сердца, что приводит к их неэффективному сокращению и прекращению нормальной циркуляции крови.

## Причины фибрилляции желудочков
1. Ишемическая болезнь сердца (ИБС): Главный фактор риска. Развивается вследствие недостаточного кровоснабжения сердечной мышцы.
2. Острый инфаркт миокарда: Может вызвать электрическую нестабильность сердечной мышцы.
3. Кардиомиопатии: Заболевания, приводящие к изменениям структуры или функции миокарда.
4. Электролитные нарушения: Дефицит или избыток калия, магния или кальция.
5. Генетические заболевания: Например, синдром удлиненного интервала QT или болезнь Бругада.
6. Употребление токсичных веществ: Передозировка медикаментов, наркотиков или алкоголя.
7. Электрический шок или травма груди.

## Симптомы
- Внезапная потеря сознания.
- Отсутствие пульса.
- Синюшность кожных покровов.
- Остановка дыхания.

В большинстве случаев фибрилляция желудочков начинается внезапно и требует немедленного медицинского вмешательства.

## Диагностика
Диагностика основывается на результатах: 
1. Электрокардиографии (ЭКГ): Характерный признак − отсутствие нормальных комплексов QRS и наличие хаотичной электрической активности.
2. Клиническая картина: Потеря сознания и признаки остановки кровообращения.
3. История болезни: Наличие факторов риска.

## Лечение
Фибрилляция желудочков − это состояние, требующее экстренной медицинской помощи. 
1. Дефибрилляция: Наиболее эффективный метод восстановления нормального сердечного ритма. Выполняется с использованием автоматического наружного дефибриллятора (АНД) или кардиоверсии.
2. Сердечно-легочная реанимация (СЛР): Начинается немедленно для поддержания циркуляции крови.
3. Лекарственная терапия:

•  Адреналин: Улучшает шансы на успешную дефибрилляцию.
•  Амиодарон: Применяется для стабилизации сердечного ритма после дефибрилляции.
4. Устранение причины: Лечение основного заболевания (например, коррекция электролитных нарушений или лечение ИБС).

## Профилактика
- Контроль хронических заболеваний сердца.
- Поддержание здорового образа жизни: отказ от курения, сбалансированное питание, регулярные физические нагрузки.
- Прием назначенных врачом препаратов для снижения риска аритмий.
- Имплантация кардиовертера-дефибриллятора (ИКД) при высоком риске ФЖ.

## Заключение
Фибрилляция желудочков − это одно из самых серьезных сердечных состояний, требующее незамедлительного вмешательства. Успех лечения зависит от быстроты действий, поэтому важно знать основные признаки и алгоритмы оказания первой помощи. Поддержание здоровья сердца и контроль факторов риска помогают предотвратить развитие этого состояния.

## Комментарии
1. Фибрилляция желудочков — это одна из форм аритмий, которая относится к жизнеугрожающим состояниям и чаще всего становится причиной внезапной сердечной смерти.
2. Согласно рекомендациям Европейского общества кардиологов (ESC, 2022), успешное лечение ФЖ зависит от скорости выполнения дефибрилляции и своевременного начала сердечно-легочной реанимации.
3. Электролитные нарушения (гипокалиемия, гипомагниемия) являются провоцирующими факторами, поэтому важно контролировать уровень электролитов у пациентов с риском аритмий.
4. Имплантируемые кардиовертеры-дефибрилляторы (ИКД) значительно снижают вероятность внезапной смерти у пациентов с высоким риском ФЖ (по данным AHA, 2020).
5. В литературе подчеркивается, что профилактика заболеваний сердца (ишемической болезни, гипертонии, диабета) существенно уменьшает риск развития фибрилляции желудочков.
6. Для диагностики ФЖ электрокардиограмма (ЭКГ) является основным инструментом, позволяющим быстро идентифицировать хаотическую электрическую активность желудочков.
7. Прием препаратов, продлевающих интервал QT, может повышать риск развития фибрилляции желудочков, особенно у пациентов с генетической предрасположенностью.